# The Road to Escondido
| Recensione | Giudizio |
| ---------- | -------- |
| AllMusic   | [ 1 ]    |

The Road to Escondido è un album in studio di J.J. Cale e Eric Clapton, pubblicato il 7 novembre 2006 dalla Reprise Records.
L'album rappresenta l'unica collaborazione per un intero ciclo di canzoni dei due chitarristi e contiene le ultime registrazioni del pianista Billy Preston, morto il 6 giugno 2006, a cui è dedicato.
Il titolo del disco fa riferimento alla Valley Center Road che collega la città di Escondido (dove Clapton possedeva una magione) e la cittadina di Valley Center dove abitava Cale. 
Si è aggiudicato il Grammy Award al miglior album blues contemporaneo ai Grammy Awards 2008.

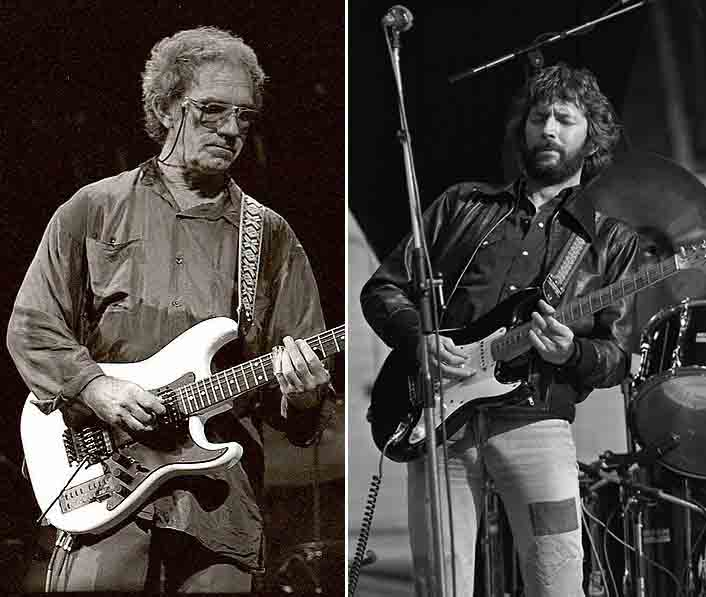
J. J. Cale e Eric Clapton

## Tracce
1. Danger – 5:34 (J.J. Cale)
2. Heads in Georgia – 4:12 (J.J. Cale)
3. Missing Person – 4:26 (J.J. Cale)
4. When This War Is Over – 3:49 (J.J. Cale)
5. Sporting Life Blues – 3:31 (Brownie McGhee)
6. Dead End Road – 3:30 (J.J. Cale)
7. It's Easy – 4:19 (J.J. Cale)
8. Hard to Thrill – 5:11 (Eric Clapton, John Mayer)
9. Anyway the Wind Blows – 3:56 (J.J. Cale)
10. Three Little Girls – 2:44 (Eric Clapton)
11. Don't Cry Sister – 3:10 (J.J. Cale)
12. Last Will and Testament – 3:57 (J.J. Cale)
13. Who Am I Telling You? – 4:08 (J.J. Cale)
14. Ride the River – 4:35 (J.J. Cale)

Durata totale: 57:02

## Formazione
- J.J. Cale – chitarra, tastiere, voce
- Eric Clapton – chitarra, voce
- Derek Trucks – chitarra
- Jim Karstein – batteria, percussioni
- James Cruce – batteria, percussioni
- Pino Palladino – basso
- Steve Jordan – batteria
- Abe Laboriel Jr. – batteria
- Gary Gilmore – basso
- Willie Weeks – basso
- John Mayer – chitarra
- Albert Lee – chitarra
- Billy Preston – organo Hammond, Fender Rhodes, piano elettrico Wurlitzer
- Walt Richmond – pianoforte, Fender Rhodes, piano elettrico Wurlitzer
- Doyle Bramhall II – chitarra
- Nathan East – basso
- Christine Lakeland – chitarra acustica, cori
- Simon Climie – percussioni
- David Teegarden – percussioni
- Taj Mahal – armonica a bocca
- Dennis Caplinger – fiddle
- Bruce Fowler – fiati
- Marty Grebb – fiati
- Steve Madaio – fiati
- Jerry Peterson – fiati

### Produzione
- J.J. Cale – produzione, missaggio
- Eric Clapton – produzione
- Simon Climie – produzione associata, programmazione
- Alan Douglas – ingegneria del suono, missaggio
- Mick Guzauski – ingegneria del suono, missaggio
- Bob Ludwig – mastering